# ألبرتو ريدوندو
ألبرتو ريدوندو (بالإسبانية: Alberto Redondo Guijarro)‏ هو لاعب كرة قدم إسباني في مركز الدفاع، ولد في 22 مايو 1997 في قونكة في إسبانيا. لعب مع نادي خيتافي.

## وصلات خارجية
- ألبرتو ريدوندو على موقع قاعدة بيانات كرة القدم.إي يو (الإنجليزية)
- ألبرتو ريدوندو على موقع Soccerway.com (الإنجليزية)